# Jan Shepard

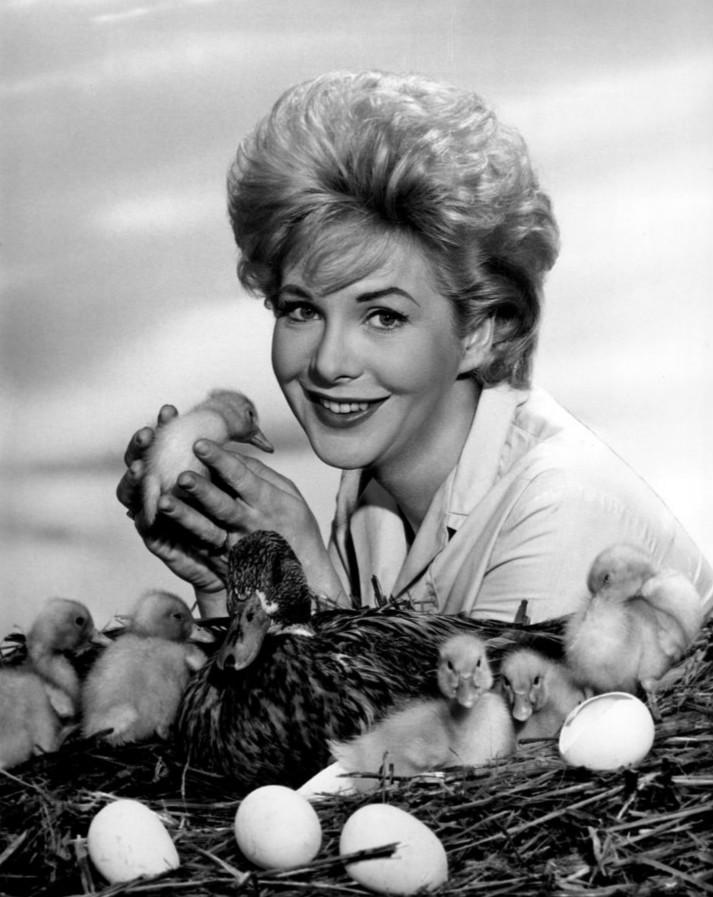
Jan Shepard (1963)

Jan Shepard (eigentlich Josephine Angela Sorbello; * 19. März 1928 in Quakertown, Pennsylvania; † 17. Januar 2025 in Burbank, Kalifornien) war eine US-amerikanische Schauspielerin. Bekanntheit erlangte sie durch ihre Auftritte in zahlreichen Fernsehserien sowie ihre Rollen in den Elvis-Presley-Filmen Mein Leben ist der Rhythmus und Südsee-Paradies.

## Leben
Jan Shepard wurde unter dem Namen Josephine Angela Sorbello als Kind sizilianischer Eltern in der Gemeinde Quakertown im Bucks County geboren. Die Firma, in der ihr Vater tätig war, führte eigene Theaterproduktionen auf, wodurch sie erstmals mit der Schauspielerei in Berührung kam. In der ersten Klasse war Shepard in ihrer ersten Schauspielrolle zu sehen, nachdem sie einer Theatergruppe ihrer Schule beigetreten war. Es folgten weitere Aufführungen bis zu ihrem Abschluss an der High School, bei denen sie zumeist die Hauptrolle übernahm.
Ihre erste kleine Rolle in einer Fernsehserie erhielt sie 1952 in Fireside Theatre. In den folgenden 21 Jahren war Shepard in mehreren Dutzend Fernsehserien zu sehen, darunter Gastauftritte in The Lone Ranger, Tausend Meilen Staub und Am Fuß der blauen Berge und Bonanza. Sie war zudem jeweils viermal in verschiedenen Rollen von 1961 bis 1967 in Rauchende Colts und von 1962 bis 1965 in Perry Mason zu sehen. Die häufigsten Fernsehauftritte hatte Shepard in Die Leute von der Shiloh Ranch, wo sie zwischen 1965 und 1969 fünfmal zu sehen war.
Neben ihrer Fernsehkarriere spielte Shepard auch vereinzelte Nebenrollen in Filmen. Bekanntheit erlangten hierbei vor allem ihre Auftritte in zwei Elvis-Presley-Filmen: 1958 als Mimi Fisher in Mein Leben ist der Rhythmus und 1966 als Betty Kohana in Südsee-Paradies. 1973 beendete sie ihre Schauspielkarriere. Shepard gab bis zuletzt Filminterviews über ihre Arbeit als Schauspielerin. 2017 war sie in einer Folge der Talkshow Western Trails zu sehen, in der Darsteller aus alten Western und Westernserien interviewt werden.
Jan Shepard war von 1952 bis zu dessen Tod im Januar 2022 mit dem Schauspieler Ray Boyle verheiratet. Die Ehe blieb kinderlos.

## Filmografie (Auswahl)

### Filme
- 1953: Jagdstaffel z.b.V. (Sabre Jet)
- 1957: Burden of Truth
- 1958: Mein Leben ist der Rhythmus (King Creole)
- 1959: Attack of the Giant Leeches
- 1964: Della
- 1966: Südsee-Paradies (Paradise, Hawaiian Style)
- 1966: Der Flug des Schreckens (The Doomsday Flight; Fernsehfilm)
- 1972: Damals im Sommer (That Certain Summer; Fernsehfilm)

### Fernsehserien
Soweit nicht anders erwähnt jeweils eine Folge.
- 1955: The Lone Ranger (The Lone Ranger)
- 1957: Official Detective
- 1957: Corky und der Zirkus (Circus Boy)
- 1958/1959: Streifenwagen 2150 (Highway Patrol; zwei Folgen)
- 1959: Richard Diamond, Privatdetektiv (Richard Diamond, Private Detective)
- 1959–1961: Tausend Meilen Staub (Rawhide; drei Folgen)
- 1960: Josh (Wanted: Dead or Alive)
- 1961–1962: Am Fuß der blauen Berge (Laramie; drei Folgen)
- 1961–1967: Rauchende Colts (Gunsmoke; vier Folgen)
- 1962: Lawman
- 1962–1965: Perry Mason (vier Folgen)
- 1965–1969: Die Leute von der Shiloh Ranch (The Virginian; fünf Folgen)
- 1966: Bonanza
- 1967: Der Chef (Ironside)
- 1967–1968: FBI (The F.B.I.; zwei Folgen)
- 1967–1968: High Chaparral (zwei Folgen)
- 1968: Mannix
- 1969: Planet der Giganten (Planet of the Giants)
- 1970: Dr. med. Marcus Welby (Marcus Welby, M.D.)
- 1973: California Cops – Neu im Einsatz (The Rookies)
- 2017: Western Trails